# Piazza Tasso
Piazza Tasso is een centrale plaats en plein in Sorrento in het zuiden van Italië. Het plein is genoemd naar de dichter Torquato Tasso. Vanaf het plein is de winkelstraat Via San Cesareo te bereiken.
Op het plein staat de barokke kerk Chiesa del Carmine Maggiore, met in het interieur onder andere een schilderij van Onofrio Avellino. Op het plein staat een standbeeld van St. Antonino Abbate.
Dicht bij Piazza Tasso is het Palazzo Correale uit de 15de eeuw, van de aristocratische familie Correale. Tegenwoordig is het een museum, Museum Correale.